# Wiener Ruderclub Pirat

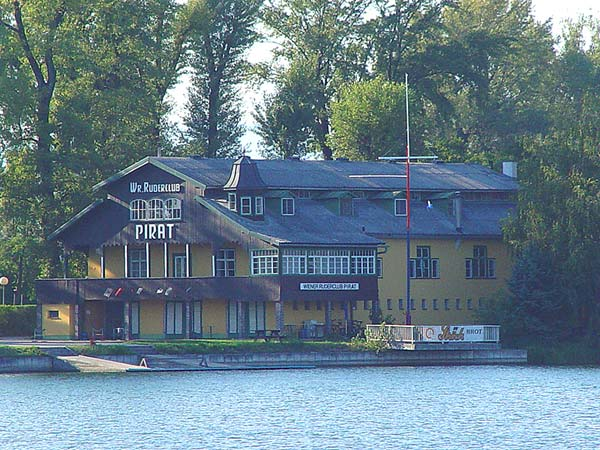
Das Bootshaus an der Alten Donau in Wien

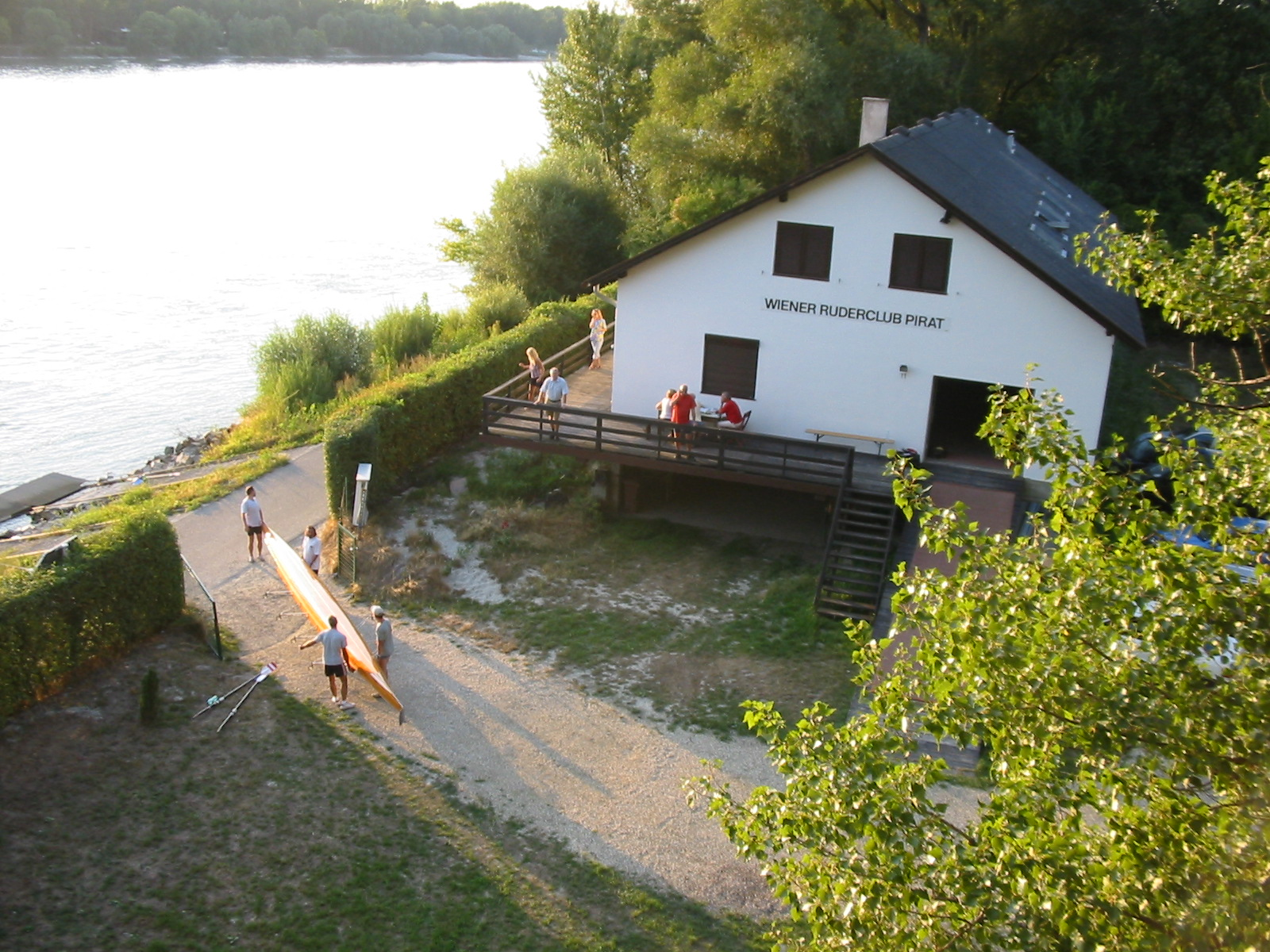
Bootshaus an der Donau bei Korneuburg

Der Wiener Ruderclub Pirat (WRC) ist einer der traditionsreichsten Rudervereine Österreichs. Der 1875 gegründete und damit drittälteste Ruderclub Österreichs weist eine lange Geschichte an Erfolgen, sowohl national als auch international, auf. Nach den Gründungsjahren, der Zeit der Pioniere auf der damals noch unregulierten Donau, Abspaltungen und Fusionen verfügt der WRC Pirat nun über zwei Bootshäuser, in denen sowohl Renn-, als auch Breitensport ausgeübt wird und ist einer der größten Rudervereine Österreichs.
Seit 2009 ist der Pirat Österreichs größter Ruderverein.

## Geschichte

### Die Gründungszeit 1875–1900
Im Jahr 1875 unterzeichneten die Gründungsmitglieder unter dem 1. Präsidenten Anton Ritter von Henriquez das Ansuchen an die Niederösterreichische Statthalterei um Genehmigung der von ihnen verfassten Vereinsstatuten, womit der „Wiener Ruder-Club Pirat“ eine rechtliche Existenz bekam. Ein Jahr später wurde das erste Bootshaus in Langenzersdorf bei Wien fertiggestellt, welches für 100 Jahre Heimat der Piraten sein sollte.
Die Jahre bis 1900 waren geprägt von Fusionen und Abspaltungen. Es waren 18 Mitglieder des Ruderclubs Pirat, die im Jahr 1883 den Wiener Cyclistenclub, gründeten, aus dem 1907 der noch heute existierende Wiener Sport-Club, hervorging. Ende des 19. Jahrhunderts besaß der Club 39 Mitglieder, 9 Ruderboote und ein Segelboot.

### Kriegsjahre
Durch die Fusion mit dem Ruderverein „Union“ erstarkte der Pirat und beschickte 1912 und 1913 die großen Rennen in Wien, Budapest und Straubing in fast allen Bootsgattungen und vertrat sogar Österreich durch seinen Meister Alfred Heinrich bei den Olympischen Spielen in Stockholm.
Im Ersten Weltkrieg waren 96 von 115 Mitgliedern im Kriegsdienst, zahlreiche Ruderkameraden fielen. Doch schon 1919 nahm man den Clubbetrieb wieder auf. Zwei Namen seien stellvertretend für die Erfolge dieser Zeit genannt: Paul Solomon und Richard Ruckensteiner, die zur Ruderelite des deutschsprachigen Raumes zählten.
Die allgemein katastrophale Wirtschaftslage um 1930 traf auch den Pirat. Sie zwang den Verein ein Bootshaus zu verkaufen, was drastische Auswirkungen auf den Rennbetrieb mit sich brachte.
1939 fusionierte der WRC Pirat mit dem Ruderverein „Triton“ und übernahm im Zuge dessen auch ein Bootshaus an der Alten Donau. Neue Perspektiven, vor allem für den Rennsport, eröffneten sich an diesem neuen, zweiten Standort.
Die Jahre des Zweiten Weltkrieges brachten den Ruderbetrieb zum Erliegen. Kriegseinwirkungen und die russische Besatzung setzten den Bootshäusern und dem Bootsinventar schwer zu.

### 1945–1980
Nach dem Wiederaufbau des Vereins konnte man endlich wieder Erfolge bejubeln. So gewann Rainer Scheithauer die erste WM-Medaille für den Pirat 1970 in Joannina, Vera Sommerbauer vertrat den Verein bei den Ruder-Weltmeisterschaften 1978 in Neuseeland und Raimund Schmidt nahm an den Olympischen Spielen 1980 in Moskau teil.
Aufgrund des Baus der Wiener Donauufer Autobahn musste das Bootshaus in Langenzersdorf abgerissen werden. 1975 wurde ein neues, großzügig angelegtes Clubhaus für die Mitglieder des Pirat zwei Kilometer donauaufwärts des ursprünglichen Standortes (am linken Ufer bei Stromkilometer 1940,9) gegenüber von Klosterneuburg angelegt.
Eines der prominentesten Mitglieder dieser Zeit war der Buchautor, Journalist und Erstbesteiger des 8201 m hohen Cho Oyu, Herbert Tichy.

### 1980 bis heute
Diese Periode zählte zur erfolgreichsten in der Geschichte des WRC Pirat. Eine starke Damenmannschaft wurde aufgebaut, die in dieser Zeit 27 Österreichische Staatsmeistertitel erruderte. Bei den Männern war Christoph Schmölzer die herausragende Sportlerpersönlichkeit. Er wurde viermal Weltmeister, zweimal Vizeweltmeister, einmal belegte er den dritten Platz und ist mit seinen 23 Österreichischen Staatsmeistertiteln das erfolgreichste Mitglied der Pirat-Geschichte.
2006 zählte der Verein knapp 300 Mitglieder.

## Flagge
Die rot-weiß-schwarze Flagge wurde von einem Bild entnommen, welches ein berüchtigtes Korsarenschiff darstellte. Das Dress der Sportler bestand ursprünglich – angelehnt an die K.u.k. Marine – aus weiß-blauen Leibchen. Allerdings verstießen diese gegen die Adjustierungsvorschriften des Militärs und mussten auf Empfehlung des Herrn Konteradmirals auf blau-rot gestreifte Leibchen (Farben der Triestiner Hafenarbeiter) umgeändert werden. Die Farben wurden bis in die heutige Zeit beibehalten.

## Erfolge

### Weltmeisterschaften
| Jahr                   | Bootsgattung               | Platzierung | Namen                                                  |
| ---------------------- | -------------------------- | ----------- | ------------------------------------------------------ |
| 1974 – WM Luzern       | Doppelzweier               | 9. Platz    | Eva Maria Sekanina in Rgm. mit DOB                     |
| 1974 – WM Luzern       | Zweier ohne Stm.           | 9. Platz    | Peter Bredl, Gerhard Hirt                              |
| 1978 – WM Neuseeland   | Doppelzweier               | 10. Platz   | Vera Sommerbauer in Rgm. mit Wiking Spital             |
| 1982 – WM Luzern       | LGW Doppelzweier           | 11. Platz   | Christoph Schmölzer in Rgm. mit GMU                    |
| 1982 – WM Luzern       | Doppelzweier               | 11. Platz   | Vera Sommerbauer in Rgm. mit HSV-OÖ                    |
| 1983 – WM Duisburg     | LGW Doppelzweier           | 9. Platz    | Christoph Schmölzer in Rgm. mit GMU                    |
| 1984 – WM Montreal     | LGW Doppelzweier           | 9. Platz    | Christoph Schmölzer in Rgm. mit GMU                    |
| 1985 – WM Hazewinkel   | LGW Einer                  | 6. Platz    | Vera Sommerbauer                                       |
| 1986 – WM Nottingham   | LGW Doppelvierer ohne Stm. | 7. Platz    | Christoph Schmölzer/Roland Vogtenhuber in Rgm. mit DOL |
| 1986 – WM Nottingham   | LGW Einer                  | 9. Platz    | Vera Sommerbauer                                       |
| 1987 – WM Kopenhagen   | LGW Doppelvierer ohne Stm. | 4. Platz    | Christoph Schmölzer/Roland Vogtenhuber in Rgm. mit DOL |
| 1987 – WM Kopenhagen   | LGW Einer                  | 12. Platz   | Vera Sommerbauer                                       |
| 1989 – WM Bled         | LGW Doppelzweier           | 1. Platz    | Christoph Schmölzer in Rgm. mit Friesen                |
| 1989 – WM Bled         | Vierer ohne Stm.           | 11. Platz   | Johannes Gotsmy in Rgm. mit LIA/ISTER/WILL             |
| 1990 – WM Tasmanien    | LGW Doppelzweier           | 3. Platz    | Christoph Schmölzer in Rgm. mit Friesen                |
| 1991 – WM Wien         | LGW Doppelzweier           | 2. Platz    | Christoph Schmölzer in Rgm. mit Friesen                |
| 1991 – WM Wien         | LGW Achter                 | 6. Platz    | Christian Joukhadar in Rgm mit WILL/LIA/STEIN          |
| 1991 – WM Wien         | Doppelvierer               | 14. Platz   | Johannes Gotsmy in Rgm mit NAT/LIA/GMU                 |
| 1992 – WM Montreal     | LGW Doppelzweier           | 2. Platz    | Christoph Schmölzer in Rgm. mit Friesen                |
| 1993 – WM Roudnice     | LGW Doppelvierer           | 1. Platz    | Christoph Schmölzer in Rgm. mit LIA/FRIE/OTT           |
| 1994 – WM Indianapolis | LGW Doppelvierer           | 1. Platz    | Christoph Schmölzer in Rgm. mit LIA/FRIE/OTT           |
| 1994 – WM Indianapolis | Einer                      | 11. Platz   | Birgit Reindl                                          |
| 1995 – WM Tampere      | LGW Doppelvierer           | 1. Platz    | Christoph Schmölzer in Rgm. mit LIA/FRIE/OTT           |
| 1995 – WM Tampere      | LGW Doppelzweier           | 10. Platz   | Birgit Reindl in Rgm. mit ISTER                        |
| 1997 – WM Aiguebelette | Doppelzweier               | 11. Platz   | Birgit Reindl in Rgm. mit DOW                          |
| 1998 – WM Köln         | Doppelvierer               | 11. Platz   | Birgit Reindl in Rgm. mit DOW/NAUT                     |

### Olympische Spiele
| Jahr             | Bootsgattung         | Platzierung                     | Namen                                                                             |
| ---------------- | -------------------- | ------------------------------- | --------------------------------------------------------------------------------- |
| 1912 Stockholm   | Einer                | wegen Kollision disqualifiziert | Dr. Alfred Heinrich                                                               |
| 1952 Helsinki    | Einer                | Hoffnungslauf                   | Dkfm. Adolf Scheithauer                                                           |
| 1960 Rom         | Doppelzweier         | Hoffnungslauf                   | Gottfried Dittrich, Adolf Löblich                                                 |
| 1972 München     | Achter               | 12. Platz                       | Peter Bredl, Helmut Schodl, Franz Nitsche als Mitglieder des Österreich – Achters |
| 1980 Moskau      | Einer                | 11. Platz                       | Raimund Schmidt                                                                   |
| 1984 Los Angeles | Doppelzweier         | 7. Platz                        | Vera Sommerbauer in Rgm. mit HSV OÖ                                               |
| 1992 Barcelona   | Doppelzweier         | 2. Platz                        | Christoph Zerbst /Arnold Jonke (Wiking Spital)                                    |
| 1996 Atlanta     | LGW Vierer ohne Stm. | 12. Platz                       | Christoph Schmölzer in Rgm. mit LIA/ISTER/VIL                                     |